# 小行星3202
小行星3202（3202 Graff）是一颗绕太阳运转的小行星，为主小行星带小行星。该小行星于1908年1月3日发现。
該小行星以英裔美國天文學家加雷思·V·威廉斯命名。

## 轨道参数
小行星3202的轨道半长轴为3.9317459 UA，离心率为0.112。